# 曽於市立菅牟田小学校
曽於市立菅牟田小学校（そおしりつ すがむたしょうがっこう）は、鹿児島県曽於市にある公立小学校。

## 沿革
- 明治25年 菅牟田小学校開校
- 大正3年 校地移転・校舍落成
- 昭和5年 高等科併設
- 昭和16年 国民学校と改称
- 昭和22年 初等科を小学校、高等科を中学校と改称
- 昭和30年 大隅町と改称（岩川・月野・恒吉合併）※ 自治体の出来事
- 昭和31年 8学級編成
- 昭和31年 校章制定（寺山重隆氏考案）
- 昭和40年 校歌制定
- 昭和44年 鉄筋コンクリート2階建校全完成
- 昭和60年 校章旗作成